# Confine tra Arabia Saudita e Bahrein
Il confine tra l'Arabia Saudita e il Bahrein è un confine internazionale che separa l'Arabia Saudita a ovest e il Bahrein meridionale a est. Si trova nel Golfo del Bahrein, una porzione del Golfo Persico. Questo confine è interamente marittimo ad eccezione di un istmo che separa le due parti di un'isola artificiale (alle coordinate 26°11′03.29″N 50°19′29.46″E) senza nome che funge da postazione doganale sul Ponte Re Fahd, che consiste in una successione di ponti tra i due paesi.
È l'unico confine interamente non marittimo del Bahrein.